# Dolycoris baccarum
Punaise des baies
Espèce
Dolycoris baccarum, la punaise des baies ou pentatome des baies, est une espèce d'insectes hémiptères du sous-ordre des hétéroptères (punaises) et de la famille des Pentatomidae. On le rencontre en Europe.

## Description

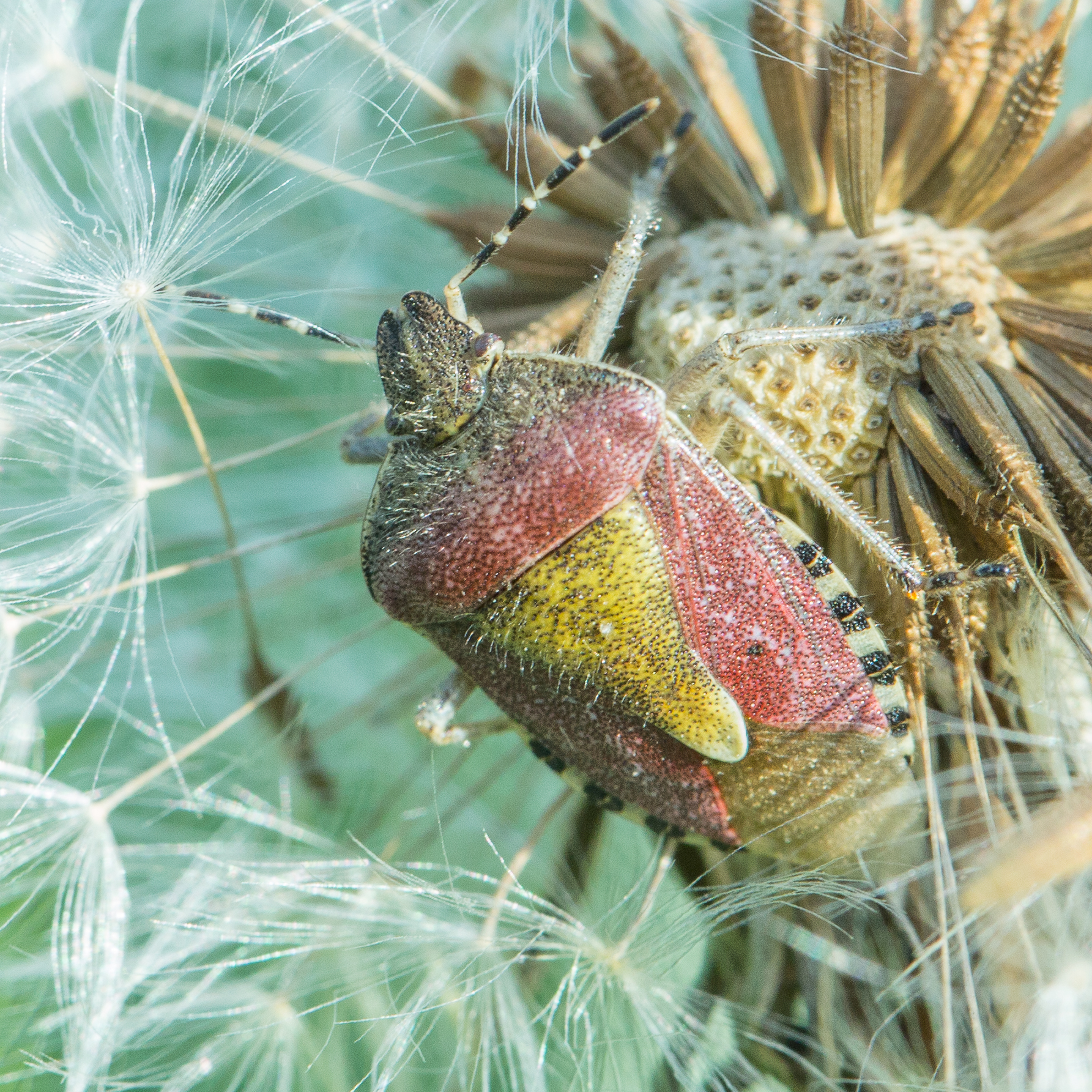
Punaise des baies.

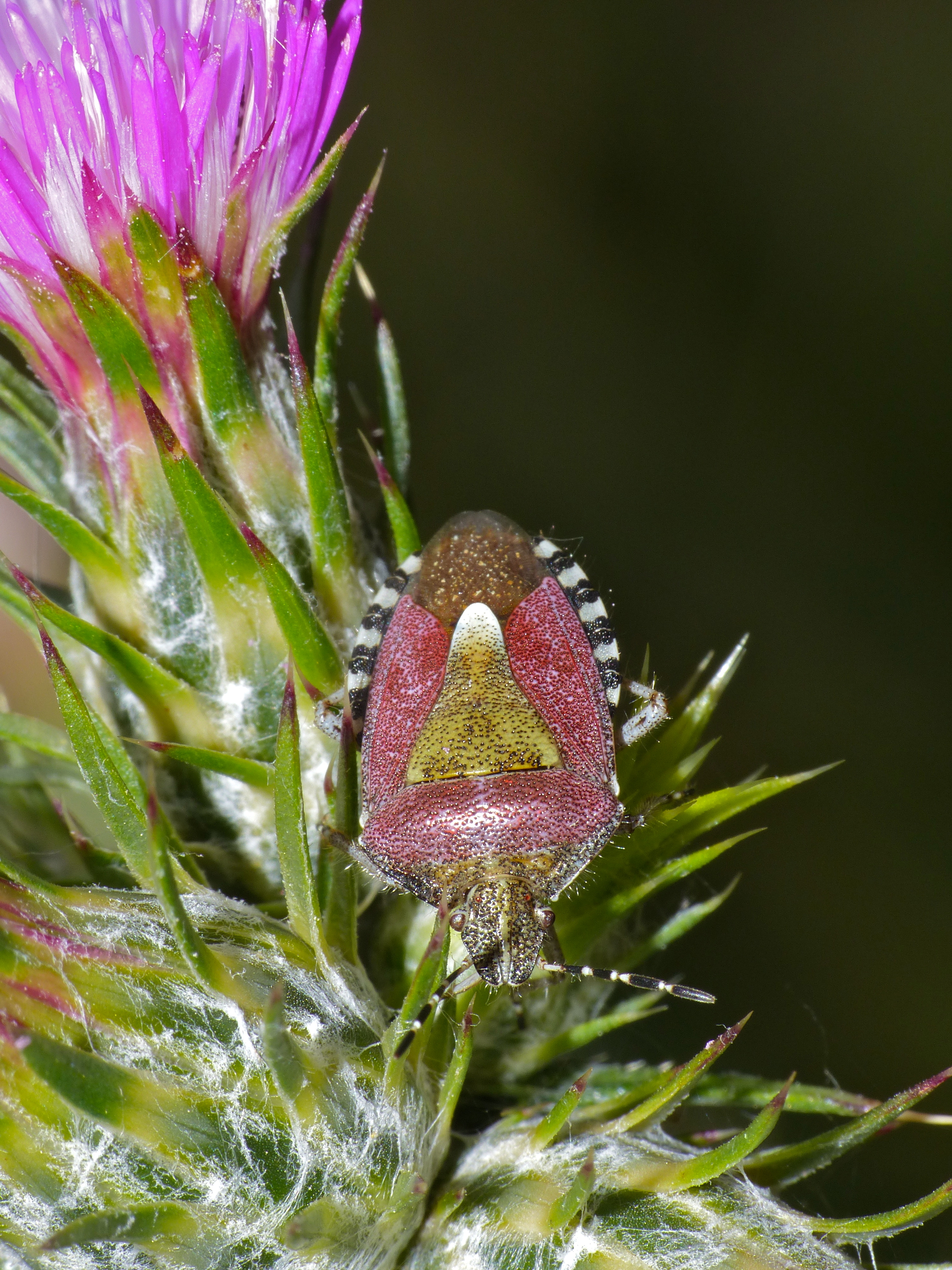
Dolycoris baccarum (Cantabrie, Espagne).

Il s’agit d’une punaise « à bouclier ». Son métathorax est de couleur rougeâtre assez variable et son écusson (scutellum) plutôt de teinte ocre. On la reconnaît notamment grâce à la présence de soies sur le pronotum et la tête, au clypéus distinctement plus court que les jugas ainsi qu'à ses antennes composées de cinq segments de couleur noir et blanc.
Le mâle et la femelle sont très ressemblants.

## Comportement
Très polyphage, elle se nourrit de fruits ou graines de nombreuses plantes, arbres ou arbustes. Des dégâts peuvent être occasionnés dans certaines cultures de céréales, légumineuses ou crucifères et sur des arbres fruitiers.

## Habitat
La punaise des baies est très commune en France. On la retrouve à travers l'Europe et l'Asie, jusqu'au Japon vers l'est et l'Inde vers le sud.

## Systématique
Dolycoris baccarum a été décrit pour la première fois par le naturaliste suédois Carl von Linné en 1758, sous le protonyme de Cimex baccarum.

### Synonymes
- Cimex baccarum Linnaeus, 1758
- Cimex verbasci De Geer, 1773
- Cimex subater Harris, 1780
- Cimex albidus Gmelin, 1790
- Aelia depressa Westwood, 1837
- Pentatoma inconcisa Walker, 1867
- Dolycoris baccarum var. brevipilis Reuter, 1891